# Woody Woodpecker

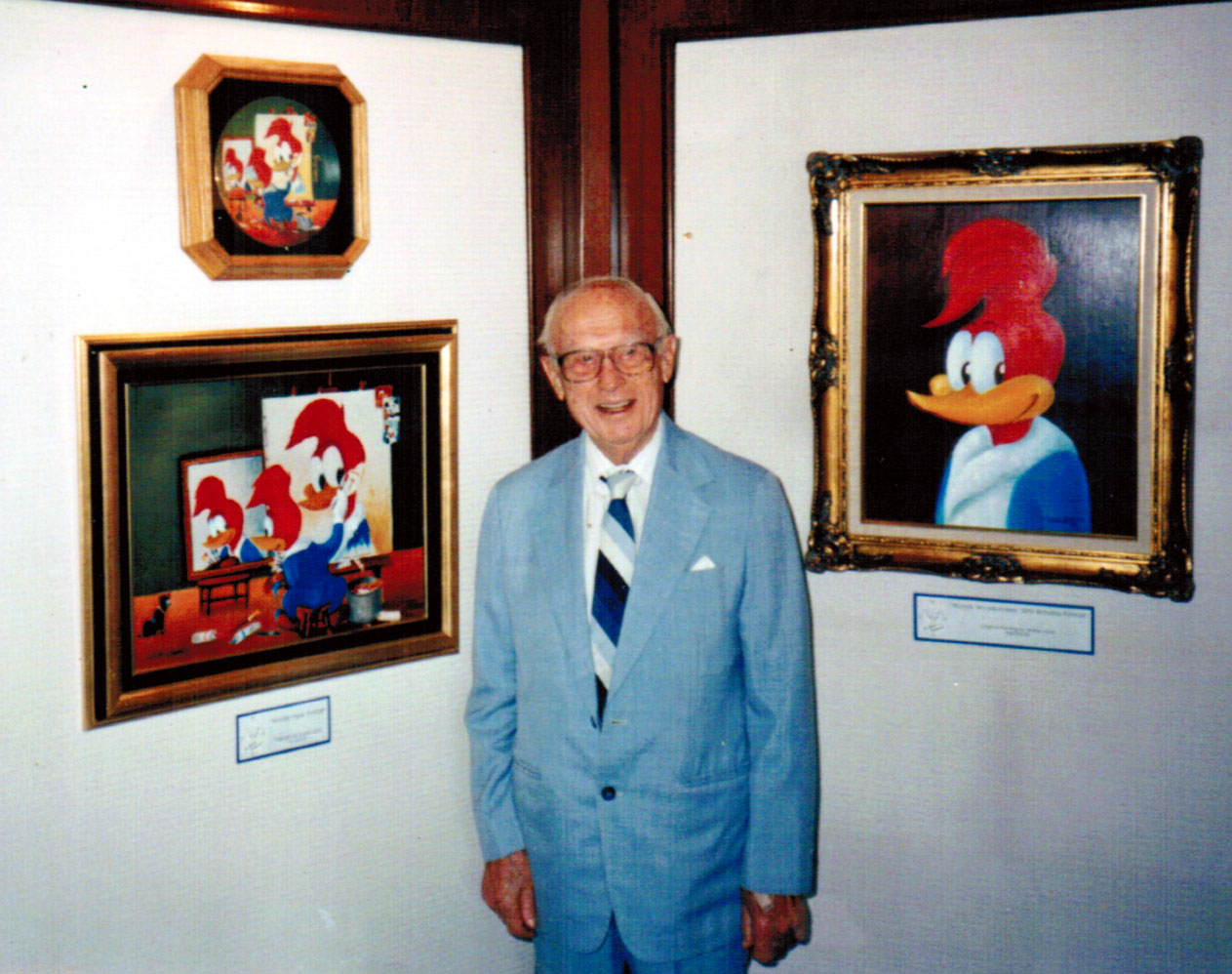
Walter Lantz met Woody Woodpecker

Woody Woodpecker is een Amerikaans tekenfilmfiguur uit de gelijknamige animatieserie. Woodpecker is het Engelse woord voor specht.
Woody Woodpecker werd in 1940 bedacht door Ben Hardaway, de bedenker van onder meer Bugs Bunny en Daffy Duck. Maar de animatiefilms werden grotendeels bedacht door Walter Lantz, die ze voor Universal Studios maakte. De stem en wereldberoemde spottende lach van Woody Woodpecker werden oorspronkelijk vertolkt door Mel Blanc. 
Woody's voornaamste karaktertrek is zijn getikte persoonlijkheid. In 2024 kwam de film 'Woody Woodpecker gaat op kamp' uit. 

## Trivia
- Woody Woodpecker heeft een ster op de Hollywood Walk of Fame.
- Woody Woodpecker is ook de mascotte van het Spaanse pretparkresort PortAventura World.